# فیلم‌ساز (فیلم)
«فیلم‌ساز» (انگلیسی: Filmmaker (film)) فیلمی در ژانر مستند به کارگردانی جورج لوکاس است که در سال ۱۹۷۸ منتشر شد. از بازیگران آن می‌توان به شرلی نایت، رابرت دووال، و جیمز کان اشاره کرد.